# 梅爾維爾鎮區 (北達科他州福斯特縣)
梅爾維爾鎮區（英語：Melville Township）是位於美國北達科他州福斯特縣的一個鎮區。

## 地方資料
梅爾維爾鎮區的面積為93.47平方千米，當中陸地面積為88.91平方千米，而水域面積為4.56平方千米。根據2020年美國人口普查的數據，當地共有人口51人，而人口密度為每平方千米0.55人。